# Конфлікт на Байтак-Богдо
Конфлікт на Байтак-Богдо (монг. Байтаг Богдын хилийн мөргөлдөөн, Байтагбогдын тулгаралт) — прикордонний конфлікт між Монгольською народною та Китайською республіками за участю СРСР, що мав місце в 1947—1948.

## Історія
У горах Байтак-Богдо на кордоні МНР (Баян-Ульгійський та Кобдоський аймаки) та КР (Сіньцзян) існувало кілька прикордонних застав.
На початку червня 1947 китайські дунгани і казахи, підбурювані гоміньданівським урядом, вторглися на територію МНР.
5 червня радянська авіація завдала контрудару, а монгольський батальйон вибив казахів з монгольської території і увійшов до Сіньцзяну, маючи намір надати підтримку прорадянському комісару Лі Жиханю в його спробі встановити свою владу в регіоні.
На китайській заставі Бейташань монгольський загін був оточений; частина солдатів потрапила в полон.
Зрештою, за допомогою полку хуейцзуської кавалерії з Цинхая генерал Ма Січжень і казахський військовий діяч Оспан-батир повернули заставу.
Монголи не залишили спроб проникнути до Сіньцзяну, і в другій половині року бойові дії на кордоні тривали з різною інтенсивністю.
У січні 1948 загін китайської кавалерії чисельністю в 700 шабель перетнув кордон і попрямував до Кобдо, попутно руйнуючи монгольські стійбища, проте був розбитий.
Дрібні прикордонні сутички продовжилися до липня 1948 (за період конфлікту всього сталося 13 збройних зіткнень).